# Лелека-тантал білий
Лелека-тантал білий (Mycteria cinerea) — вид птахів родини лелекових (Ciconiidae).

## Поширення
Вид поширений в Камбоджі, Малайзії, на індонезійських островах Суматра, Ява, Балі, Сумбава, Сулавесі та Бутон. Залітні птахи спостерігалися у В'єтнамі і Таїланді. Загальна чисельність виду оцінюється у 1500 птахів. Найбільша популяція знаходиться на Суматрі.

## Опис
Тіло завдовжки 91-97 см, вага 2-2,5 кг. Основне оперення біле. Лице та верхівка голови лисі, без оперення, червоного кольору. Махові пера зеленувато-чорні. Дзьоб дуже довгий, жовтого кольору.

## Спосіб життя
Мешкає на мілководних озерах, річках, на густо зарослих берегах, а також на морських узбережжях. Живиться дрібними хребетними (рибою, земноводними, плазенами, ссавцями). Гніздування пов'язане з настанням мусону з листопада по березень. Розмножується в колоніях, що може нараховувати до ста гнізд. Часто гніздиться чаплями, ібісами і бакланами.